# Liphistius tham
Espèce
Liphistius tham est une espèce d'araignées mésothèles de la famille des Liphistiidae.

## Distribution
Cette espèce est endémique de Thaïlande.

## Publication originale
- Sedgwick & Schwendinger, 1990 : On a new cave-dwelling Liphistius from Thailand (Araneae: Liphistiidae). Bulletin of the British Arachnological Society, vol. 8, no 4, p. 109-112.